# Nea-Genea-Klasse
Die Nea Genea (griechisch Νέα Γενεά, „Neue Generation“) und ihr Schwesterboot Keravnos (griechisch Κεραυνός, „Donner“) waren zwei in Deutschland angekaufte Zerstörer, die zum deutschen Typ Großes Torpedoboot 1911 gehörten. Sie liefen als SMS V 6 und V 5 als letzte Schiffe der Bauserie V 1 bis V 6 vom Stapel und wurden im Juli 1912 vor der Auslieferung an die Kaiserliche Marine an Griechenland verkauft und überführt. Sie waren die ersten Boote der Königlich Griechischen Marine mit Turbinenantrieb. Die Boote trafen noch rechtzeitig in Griechenland ein, um am Ersten Balkankrieg teilzunehmen. Im Ersten Weltkrieg beschlagnahmte die Entente im November 1916 die Schiffe der neutralen griechischen Marine und die Marine Nationale übernahm die beiden Zerstörer und setzte sie zu Sicherungsaufgaben ein. 1918 wurden die Boote zurückgegeben, aber schon 1919 aus der Flottenliste gestrichen. Da sich kein Käufer fand, wurden sie bis 1927 abgebrochen.

## Geschichte der Schiffe
Die beiden Boote entstanden auf der Stettiner Vulcanwerft als V 5 und V 6 für die kaiserlich-deutsche Marine aus den Aufträgen der Etatjahre 1911 und 1912. Bei der AG Vulcan wurden V 1 bis V 6 gebaut. Ähnliche Boote entstanden auf der Kieler Germaniawerft mit G 7 bis G 12 und auf der Schichauwerft in Elbing mit S 13 bis S 24. Die Boote dieser Aufträge waren zum ersten Mal seit Jahren kleiner als ihre Vorgänger, um die Kosten zu reduzieren. Sie erfreuten sich später wegen ihrer schlechten Seeeigenschaften keiner großen Beliebtheit in der Kaiserlichen Marine und wurden nach dem Verantwortlichen für die Auftragsvergabe, dem seinerzeitigen Chef der Torpedo-Inspektion Wilhelm von Lans, als „Lans-Krüppel“ bezeichnet.

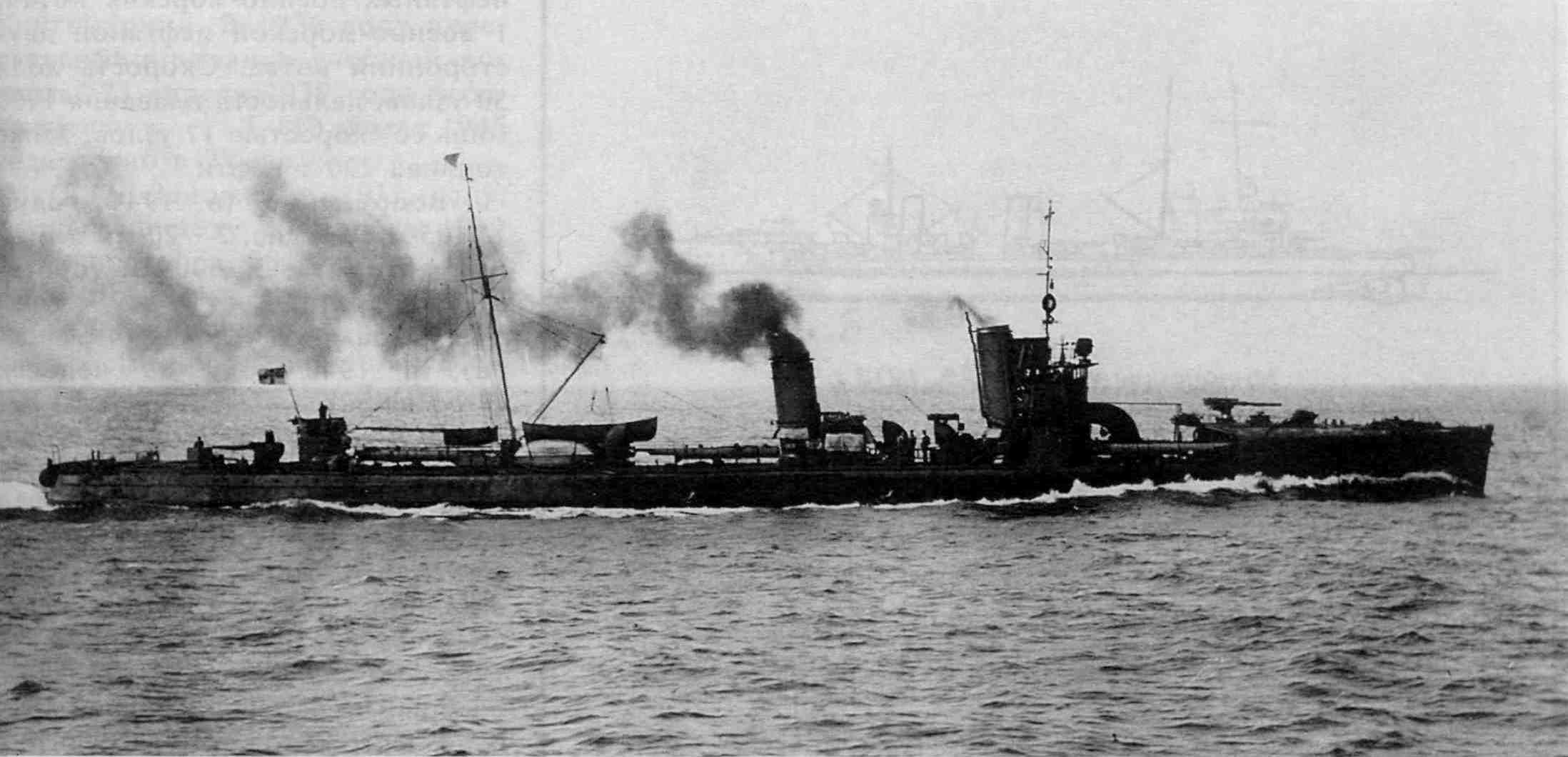
Das Schwesterboot V 2

Die 570 t verdrängenden Boote waren 71,1 m lang und 7,6 m breit. In vier mit Kohle und Öl betriebenen Kesseln wurde der notwendige Dampf für die Turbinen vom Typ AEG-Vulcan geliefert, die bis zu 17.000 PS erzeugten. Damit konnten die Boote bis zu 32 kn erreichen. Der Fahrbereich bei 107 t Kohlen und 78 t Öl in den Bunkern und einer Geschwindigkeit von 17 kn betrug 1190 Seemeilen. Hauptbewaffnung der Boote waren vier drehbare Torpedorohre von 50 cm Durchmesser. Zwei standen nebeneinander vor der Brücke. Die beiden anderen Abschussrohre waren auf der Mittellinie des Rumpfes vor und hinter dem Hauptmast aufgestellt. Daneben verfügten die Boote über zwei 8,8-cm-L/27-C/08-Kanonen als Bug- bzw. Heckgeschütz.
Als im Juli 1912 die beiden Boote V 5 und V 6 nach Griechenland verkauft wurden, handelte es sich um die modernsten Torpedoboote der Kaiserlichen Marine, die im ersten Halbjahr 1912 erst die vier anderen Vulcanboote und ein Germaniaboot übernommen hatte. Vier weitere Germaniaboote und fünf Schichauboote befanden sich in der Endausrüstung. Der Stettiner Vulcan erhielt gleichzeitig den Auftrag, zwei Ersatzbauten für die verkauften Boote zu liefern. Bis zum November 1913 erhielt die Kaiserliche Marine die geplanten 24 Boote und stattete damit die V. Torpedoboots-Flottille (V- und G-Boote) und VII. Torpedoboots-Flottille (S-Boote) aus. Sie waren auch bei Kriegsbeginn 1914 noch die modernsten Torpedoboote, da die ersten Boote der Folgeaufträge erst kurz zuvor in Dienst gekommen waren.
V 5 und V 6 wurden mit Werftpersonal 1912 in die Niederlande überführt und dort am 10. Oktober 1912 endgültig an die griechische Marine übergeben, die sie dann als Nea Genea und Keravnos ins neue Heimatland überführte. Einen großen Teil des Kaufpreises hatten amerikanische Griechen gesammelt.

## Einsatzgeschichte
Die kurz vor dem Ersten Balkankrieges angekauften Schiffe kamen während dieses Krieges in der Ägäis und vor den Dardanellen zum Einsatz. Die Keravnos bildete mit den vier gerade bei Cammell Laird erworbenen, ursprünglich für Argentinien gebauten Zerstörern der Aetos-Klasse (980 t, 32 kn) die Aufklärungsgruppe, die Zerstörergruppe bildeten je vier Boote der auch beim Stettiner Vulkan gebauten Boote der Niki-Klasse (1906, 275 t, 30 kn) und der bei Yarrow gebauten Thyella-Klasse (1907, 352 t, 30 kn). Im Gefecht von Elli am 16. Dezember 1912 und der Seeschlacht von Limnos am 18. Januar 1913 gelang es der griechischen Flotte mit dem Panzerkreuzer Georgios Averoff und den Aufklärungsschiffen und dann auch den alten Linienschiffen, einen Ausbruch der osmanischen Flotte aus den Dardanellen zu verhindern. Erst nach dem zweiten Gefecht entsandte der griechische Oberbefehlshaber einen Teil seiner Einheiten zur Jagd auf den zwischen den Gefechten allein ausgebrochenen osmanischen Kreuzer Hamidiye. Die Nea Genea und die Keravnos waren so zeitweise vor Alexandria und Port Said stationiert. Die Hamidiye verblieb allerdings bis zum Friedensschluss im Roten Meer und befürchtete einen Vormarsch der griechischen Marine durch den Suez-Kanal.
Im Ersten Weltkrieg blieb Griechenland anfangs neutral. Im Oktober 1916 entschied sich die Entente die Königlich Griechische Marine außer Gefecht zu setzen. Der Mangel an Sicherungsschiffen führte im November zur Übernahme der beiden Zerstörer deutschen Ursprungs durch die französische Marine, die dann die Keravnos vom 1. November 1916 bis zum 2. September 1918 und die Nea Genea 5. Januar 1917 bis zum 27. Oktober 1918 einsetzte, obwohl ab dem 27. Juni 1917 Griechenland doch auf Seiten der Entente dem Krieg beitrat.
Am 30. Oktober 1918 endete der Erste Weltkrieg zwischen dem Osmanischen Reich und den Alliierten durch den Waffenstillstand von Moudros. Die Keravnos gehörte zu den alliierten Einheiten, die darauf Konstantinopel anliefen. Ein Versuch, von dort Vatum am Schwarzen Meer zu erreichen, scheiterte nach wenigen Stunden an sehr schlechtem Wetter und Maschinenproblemen. Später wurde der Zerstörer nach Sewastopol entsandt, um das dortige Geschwader um das Linienschiff Kilkis zu verstärken. Die Nea Genea soll in einem sehr schlechten Zustand aus dem französischen Dienst zurückgekehrt sein und ihr sollen erhebliche Ausrüstungsteile gefehlt haben. Die griechische Regierung entschied sich gegen eine Instandsetzung der beiden Boote, zumal 1919 keine feindliche Seemacht durch die Niederlage des Osmanischen Reiches vorhanden war. Die Verfolgung der Groß-Griechenland-Idee (Megali Idea) erforderte Mittel für die Armee, da eine türkische Marine durch die massive Durchsetzung der Friedensbedingungen durch Großbritannien vorerst nicht bestand.
Beide Boote wurden schon 1919 aus der Flottenliste gestrichen, vergeblich zum Kauf angeboten und dann verschrottet. Nur ihre Kanonen wurden auf anderen Booten weiterverwandt.

## Die deutschen Schwesterboote
| Name | Stapellauf | in Dienst  | Schicksal                                                                                                   |
| ---- | ---------- | ---------- | --- |
| V 1  | 11.09.1911 | 12.01.1912 | 27. März 1929 gestrichen                                                                                    |
| V 2  | 14.10.1911 | 28.03.1912 | 25. März 1930 gestrichen                                                                                    |
| V 3  | 15.11.1911 | 2.05.1912  | 25. März 1930 gestrichen                                                                                    |
| V 4  | 12.12.1911 | 15.06.1912 | am 1. Juni 1916 im Nachtgefecht der Skagerrakschlacht von HMS Moresby torpediert und dann gesunken, 18 Tote |
| V 5  | 25.04.1913 | 17.07.1913 | 25. März 1930 gestrichen                                                                                    |
| V 6  | 28.02.1913 | 17.05.1913 | 27. März 1929 gestrichen                                                                                    |

Weitere Große Torpedoboote vom Typ 1911 lieferten die Germaniawerft mit G 7 bis G 12 und die Schichauwerft mit S 13 bis S 18 (1911) sowie S 19 bis S 24 (1912).